# Quarks (Medienmarke)
Quarks ist eine öffentlich-rechtliche Medienmarke des Westdeutschen und des Hessischen Rundfunks für wissenschaftsjournalistische Formate. Kern bildet das gleichnamige wöchentliche Fernsehmagazin. Daneben gibt es eine werktägliche Radiosendung bei WDR 5, mehrere Podcasts (Quarks Daily, Quarks Story, Science Cops) sowie ein Online-News- und Wissensportal (Quarks.de) mit reichweitenstarken Social-Media-Kanälen.

## Fernsehsendung
Quarks (bis 2017 Quarks & Co) hat ursprünglich 1993 als Wissenschafts-Fernsehmagazin im WDR Fernsehen begonnen. Moderiert wurde die Sendung ab 1993 von Ranga Yogeshwar. 2010 kam Ralph Caspers als weiterer Moderator hinzu und 2018 Mai Thi Nguyen-Kim. Yogeshwar beendete 2018 seine Moderationstätigkeit und Nguyen-Kim wechselte 2021 zum ZDF. Nachfolgerin von Nguyen-Kim wurde Florence Randrianarisoa. Nach der Einstellung des hr-Formats alles wissen ist Quarks seit 2025 eine Gemeinschaftsproduktion von hr und WDR, Thomas Ranft wurde weiterer Moderator der Sendung.

### Konzept
Das Thema der in der Regel 45-minütigen Sendung (z. B. Erdbeben, Autismus oder Braunkohletagebau) wird dem Zuschauer mit (Studio-)Experimenten und Berichten – meist aus verschiedenen Perspektiven – nähergebracht. Die Redaktion von Quarks arbeitet mit Universitäten und Wissenschaftlern zusammen. Quarks ist eines der erfolgreichsten wissenschaftlichen Magazine im deutschen Fernsehen.

### Ausstrahlung
Quarks wird seit dem 14. April 1993 vom WDR ausgestrahlt. Die Sendung lief zunächst immer mittwochs und ab 1995 dienstags um 21:00 Uhr und wird am Samstagvormittag wiederholt. Von Dezember 2020 bis Mitte Januar 2021 war und seit August 2021 ist der Sendeplatz donnerstags um 20:15 Uhr. Anfänglich gab es 12 Sendungen pro Jahr mit einer Sommerpause, später lief Quarks dann alle zwei Wochen im Wechsel mit der Hobbythek, Dschungel oder dem Magazin Q 21. Seit Anfang 2007 erfolgt eine wöchentliche Ausstrahlung der Sendung. Zu den Sendebeiträgen gab es früher ausführliche Texte im Internet. Bis Ende 2009 wurde zu jeder Sendung ein Skript produziert, welches man bestellen konnte; seit 2010 gibt es die Skripte als PDF-Dateien zum Download. In der Regel wird die Sendung schon vor der Ausstrahlung zum Streamen in der ARD Mediathek sowie als Video-Podcast im MP4-Format angeboten, wobei zugekauftes Videomaterial aus lizenzrechtlichen Gründen gelegentlich herausgeschnitten oder unkenntlich gemacht ist. Seit Mai 2011 ist zudem ein Live-Stream verfügbar. Infolge von Kompetenzbündelungen und Einsparungsmaßnahmen  wird die Sendung seit 2025 auch im HR-, BR- und SR Fernsehen gezeigt.

### Ableger und Sondersendungen
Quarks & Caspers war zwischen 2010 und 2017 ein von Ralph Caspers moderierter Ableger der Sendung. Allgemein wurde in Quarks & Caspers lockerer und manchmal alberner moderiert und erklärt. Ein zusätzlicher Teil der Sendung war eine Liste von sieben Fakten zum Thema. Anfangs gab es dazu den Slogan „Sieben Dinge, die Sie wissen sollten“. Nach dem Wegfall des Zusatzes im Sendungstitel moderierte Caspers im Wechsel mit Yogeshwar die Sendung.
Im Rahmen der WDR-Programmaktion macht an wurde mit Quarks & Du 2015 ein weiteres Format mit Ralph Caspers ins Leben gerufen. In bisher zwei Sendungen wurde mit viel Zuschauereinbindung und teils unkonventionellen Versuchen über eher abstrakte Themen (z. B. „Das erste Mal“) berichtet. Ein Sozialexperiment im Rahmen einer Quarks-&-Du-Folge sorgte bereits vor Ausstrahlung für Diskussionen. In einem Essener Bus wurde durch Schauspieler eine Situation geschaffen, in der sich zeigen sollte, wie Bürger auf Ausgrenzung reagieren.
In unregelmäßigen Abständen gibt es Sondersendungen, die mit 90 Minuten doppelt so lang sind wie die normalen Sendungen und schon um 20:15 Uhr beginnen. Dazu zählt die Quarks-Arena, die in einem großen Studio mit Publikum und Gästen aufgezeichnet wird.

### Idee und Namensgebung
Der Vorgänger von Quarks war die Wissenschaftsshow, die Ranga Yogeshwar anfangs gemeinsam mit seinem Mentor Jean Pütz moderierte. Nachdem Pütz sich schrittweise aus dem TV-Geschäft zurückgezogen hatte, moderierte Yogeshwar die Reihe ab 1990 alleine weiter.
Die Sendung Quarks wurde von Yogeshwar und seinen beiden besten Freunden 1993 ins Leben gerufen, da der alte Name der Sendung „Wissenschaftsshow“ unpassend erschien für Themen wie etwa AIDS, die wenig mit einer Show zu tun haben. Man verständigte sich auf den Namen Quarks & Co: Quarks sind Bausteine der Materie im Standardmodell der Teilchenphysik.
Seit dem 12. September 2017 heißt die Sendung nur noch schlichtweg Quarks, um sie mit ihren Ablegern zu vereinheitlichen und eine gemeinsame multimediale Wissenschaftsmarke des WDR zu schaffen.

### Trivia
- Der Moderator Ranga Yogeshwar stellte sich für die Sendung bei Experimenten oft in Selbstversuchen zur Verfügung.
- Die markante Titelmusik von Quarks entstammt dem Orchesterwerk Sinfonische Tänze von Sergei Rachmaninow. Es handelt sich dabei um Ausschnitte aus dem ersten Satz des Werkes (Tempobezeichnung [Non] Allegro).
- Der ursprüngliche Studiohintergrund mit seinen weißen Linien auf dunklem Grund wurde nach Vorbild eines Teilchenbeschleuniger-Versuchsergebnisses gestaltet. Mittlerweile ist das Studio aber anders gestaltet.

### Auszeichnungen
- 1997: Nominierung der Folge Menschliches Versagen für den Adolf-Grimme-Preis
- 2008: Nominierung für den Deutschen Fernsehpreis in der Kategorie Beste Informationssendung: Beste Wissenssendung
- 2010: Nominierung für die Goldene Kamera in der Kategorie Beste Information (Wissenssendung)
- 2010: Helmut-Stickl-Preis 2010 für die Sendung Wie viel Impfung muss sein?
- 2011: Deutscher Wirtschaftsfilmpreis in der Kategorie Filme über die Wirtschaft (Langfilme) für die Sendung Die Welt in der Schuldenkrise – Wer zahlt die Zeche?[8]

## YouTube-Kanäle
Im April 2018 wurde ein offizieller YouTube-Kanal für Quarks erstellt, der Ende Juni desselben Jahres erste Videos veröffentlichte. Zunächst erschienen vor allem Einzelbeiträge aus der TV-Sendung, bald auch ganze Folgen aus dem Fernsehen und Neu-Kombinationen von mehreren Beiträgen in einem Video, mittlerweile auch vermehrt gezielt für den Kanal produzierte Videos. Da YouTube dem Recht der Vereinigten Staaten unterliegt, kann Quarks somit den gesetzlichen Depublizierungszwang beim eigenen Internetauftritt bzw. der ARD Mediathek unterlaufen. Der Kanal enthält etwa 920 Videos und kann rund 757.000 Abonnenten und über 160 Mio. Aufrufe verzeichnen (Stand: September 2023).
Seit März 2022 existiert ein YouTube-Kanal mit dem Titel Quarks Dimension Ralph, auf dem Ralph Caspers wöchentlich ein komplexes Thema einfach und humorvoll erklärt. Am 4. November 2023 erreichte der Kanal die 100.000-Abonnenten-Schwelle. Im März 2025 wurden die bislang über 200 Videos über 25.000.000 Mal aufgerufen.
Seit März 2023 gibt es auf YouTube einen Kanal mit dem Titel Quarks Science Cops. Der Kanal ist eine bebilderte Version des gleichnamigen Podcasts (siehe „Podcast-Angebote unter der Marke“) und besaß im September 2023 etwa 30 Videos, rund 25.500 Abonnenten und mehr als 820.000 Aufrufe.
Seit November 2023 gibt es zudem einen kleinen zweisprachigen YouTube-Kanal (englisch und deutsch) mit dem Titel Quarks This is the Ent. Darin probiert ein harmloses Virus „Was-wäre-wenn-Szenarien“ aus.

## Quarks als Radiosendung
Ab April 2007 wurde während der Sendung Matuschik am Sonntag auf WDR 2 Beiträge im RadioQuarks gesendet. Die Radiosendung Quarks – Wissenschaft und mehr wird werktäglich um 15.05 Uhr bei WDR 5 ausgestrahlt. Die Sendung, die zuvor bereits gut 20 Jahre lang unter dem Namen „Leonardo“ firmierte, ist seit Juli 2018 Teil der Dachmarke „Quarks“.
Moderatoren der Sendung sind derzeit:
- Marija Bakker
- Franz-Josef Hansel
- Steffi Klaus
- Marlis Schaum
- Sebastian Sonntag
- Martin Winkelheide

## Podcast-Angebote unter der Marke
Der Wissenschaftspodcast Quarks Daily wird täglich veröffentlicht. Daneben gibt es den Podcast Quarks Story mit Geschichten aus dem Bereich Forschung und Wissenschaft. Story Quarks war für den Grimme Online Award 2020 nominiert. Seit Sommer 2019 gibt es auch den Mobilitäts-Podcast Quarks Autokorrektur, der 2020 für den UmweltMedienpreis nominiert wurde. Er befasst sich mit nachhaltigen Mobilitätskonzepten und ihrer wissenschaftlicher Grundlage. Außerdem geht es in der Regel auch um konkrete Beispiele aus der Praxis. In der Reihe Quarks Science Cops setzen sich die Wissenschaftsjournalisten Maximilian Doeckel und Jonathan Focke mit Thesen von Corona-Kritikern und anderem „unwissenschaftlichen Unfug“ auseinander.

## Weitere Social-Media-Kanäle
Quarks verbreitet außerdem Angebote über Facebook, Instagram, TikTok und Twitter.

## Kontroversen
Im Wahlkampf zur Bundestagswahl 2021 veröffentlichte Quarks ein Online-Video mit einem Vergleich der Parteiprogramme zur Klimapolitik. Dabei landete die FDP zunächst auf dem ersten Platz, wurde jedoch auf den vorletzten zurückgestuft, da an der Plausibilität und Umsetzbarkeit des Programms gezweifelt wurde. FDP-Anhänger kritisierten das Video, da bei keiner anderen Partei eine Auseinandersetzung mit der Umsetzbarkeit erfolgt war. Ulf Poschardt bezeichnete das Video in der Welt als „beispiellose Verhöhnung“. Petra Pinzler verteidigte das Video in der Zeit: Die Idee der FDP sei „genial“, jedoch nur in der Theorie, da sie in der Praxis nur einige Tage durchzuhalten sei.
Im September 2021 teilte WDR-Intendant Tom Buhrow mit, dass die designierte Moderatorin Nemi El-Hassan nach Antisemitismusvorwürfen für Quarks nicht als Moderatorin vor der Kamera arbeiten werde. Anschließend wurde bekannt gegeben, dass sie als Autorin hinter der Kamera tätig sein solle. Zahlreiche Rundfunkratsmitglieder kritisierten daraufhin eine Beschäftigung von El-Hassan im WDR. Nachdem El-Hassan Anfang November 2021 einen Beitrag in der Berliner Zeitung veröffentlicht hatte, gab der WDR bekannt, sie nicht zu beschäftigen, da für eine Zusammenarbeit kein Vertrauen vorhanden sei.

## Rezeption
Insbesondere die Onlineangebote werden (u. a. von dem Journalisten Holger Kreymeier) dahingehend kritisiert, dass dort zunehmend auch tendenziös berichtete sozialpolitische Themen eingebracht werden. Dies entspreche nicht mehr dem Charakter des ursprünglichen Wissenschaftsformats. Auch wird kritisiert, dass, statt der gebotenen wissenschaftlichen Neutralität, subjektive Ansichten die Beiträge prägen.

## Auszeichnungen
- 2020: Nominierung für Story Quarks für den Grimme Online Award in der Kategorie Wissen und Bildung